# أناستاسيوس بابازوجلو
أناستاسيوس بابازوجلو (باليونانية: Τάσος Παπάζογλου)‏ (24 سبتمبر 1988 بسيرس في اليونان - ) هو لاعب كرة قدم يوناني في مركز قلب الدفاع. شارك مع منتخب اليونان تحت 19 سنة لكرة القدم ومنتخب اليونان تحت 21 سنة لكرة القدم. أما مع النوادي، فقد لعب مع سكودا زانثي ونادي أبويل ونادي أولمبياكوس ونادي بانيتوليكوس ونادي بانسيريكوس.

## وصلات خارجية
- أناستاسيوس بابازوجلو على موقع الاتحاد الدولي (مؤرشف)  (الإنجليزية)
- أناستاسيوس بابازوجلو على موقع الاتحاد الأوربي (الإنجليزية)
- أناستاسيوس بابازوجلو على موقع قاعدة بيانات كرة القدم.إي يو (الإنجليزية)
- أناستاسيوس بابازوجلو على موقع Soccerway.com (الإنجليزية)
- أناستاسيوس بابازوجلو على موقع عالم كرة القدم.نت (الإنجليزية)
- أناستاسيوس بابازوجلو على موقع AS.com (الإسبانية)